# Grow a Garden
Grow a Garden es una experiencia de la plataforma de videojuegos Roblox. Lanzado en marzo de 2025, pertenece al género de videojuego de inactividad multijugador. Es conocido por el récord de tener más usuarios en simultáneo de la plataforma, con más de 21 millones de jugadores que estaban en línea el 21 de junio de 2025. Esta hazaña se produjo un mes después de que el juego alcanzara un pico de 5 millones de jugadores simultáneos el 17 de mayo, el más alto de la historia para cualquier juego de Roblox. El juego es propiedad conjunta de su desarrollador original y Splitting Point Studios, un equipo de 20 personas propiedad de Janzen "Jandel" Madsen. Otra empresa, DoBig Studios, tiene una participación minoritaria.

## Gameplay
Grow a Garden es un simulador minimalista gratuito de vida agrícola. El jugador comienza con una parcela de tierra entre las tierras de otros jugadores y una moneda del juego llamada Sheckles para comprar semillas. Al plantar y cosechar, puede ganar más Sheckles para comprar progresivamente plantas más exóticas.Las plantas crecen incluso cuando los jugadores abandonan el servidor. La moneda prémium integrada de Roblox, Robux, se puede usar para acelerar la espera y obtener beneficios adicionales. Robux también se puede usar para robar las cosechas de otros.Cuanto más exóticas son las plantas, más Sheckles dan.
Mejor planta:
La mejor planta actualmente es la bone blossom, que cuenta con un precio base de 175.000 sheckles (la moneda del juego).

## Historia y popularidad
El juego fue creado por un joven anónimo de 16 años. Splitting Point Studios, propiedad de Jandel, adquirió una participación cuando aún contaba con unos 1000 usuarios simultáneos. Según Jandel, el desarrollador original aún posee el 50% del juego, y la versión inicial se desarrolló en tan solo tres días. Tiempo después, DoBig Studios, la empresa desarrolladora de juegos Roblox con sede en Florida, adquirió una participación minoritaria. DoBig Studios ha sido criticada por introducir una monetización excesiva en el juego. Jandel se ha negado a revelar los ingresos generados por el juego.
El 18 de mayo, el juego lanzó su actualización "Blood Moon", que lo llevó a romper el récord anterior de CCU logrado por cualquier juego de Roblox, anteriormente en manos de Blox Fruits. Tras el lanzamiento del evento "Bizzy Bees" el 31 de mayo, el juego alcanzó un pico de más de 11,7 millones de CCU, según RoMonitor. El 14 de junio, el juego lanzó su actualización de evento "Working Bees" y logró más de 16 millones de CCU. El juego se destacó por superar los CCU de los juegos más jugados en Steam, como PUBG: Battlegrounds y Counter Strike 2 en varias ocasiones. Hasta el 10 de junio, el juego ha recibido 6.200 millones de visitas, con más de 2.5 millones de favoritos. Según Jandel, Grow a Garden es el juego de Roblox más rápido que ha alcanzado los mil millones de visitas.
Ha existido la preocupación de que parte del recuento de jugadores consista en cuentas bot automatizadas. En respuesta, un portavoz de Roblox comentó: «Nuestro análisis preliminar confirma una popularidad genuina, no una inflación artificial, lo que valida el auténtico crecimiento del juego impulsado por la comunidad». Tras alcanzar los 5 millones de jugadores simultáneos, la empresa de inversión TD Cowen alegó que actividades fraudulentas de bots inflaron artificialmente la visibilidad de Grow a Garden en el algoritmo de recomendación de juegos de Roblox, lo que indica un aumento repentino en la tasa de creación de cuentas en Filipinas e Indonesia. Sin embargo, posteriormente se retractó de sus acusaciones de manipulación, aunque siguió mencionando dicho aumento. Muchos jugadores ofrecen intercambiar objetos raros por dinero real a través de canales no oficiales como eBay o Discord. Dicha práctica está prohibida por los términos de servicio de Roblox.

## Recepción
Nicole Carpenter, quien escribe para Game File, lo describió como el «FarmVille de la nueva generación», destacando su simplicidad. Ted Litchfield, de PC Gamer, señaló que, como forastero, «existe una disonancia cognitiva al descubrir que es mucho más popular que cualquier juego que haya cubierto o jugado». Kotaku comentó que el juego parece más un prototipo que un juego terminado.